# 田中美矩
田中 美矩（たなか よしのり？）は江戸時代後期の佐渡奉行所地役人。佐渡田中家10代。

## 経歴
宝暦4年（1754年）生まれ。幼名は安五郎。阿川権之助に兵法・鎗術を学んだ。明和8年（1771年）部屋住みより御役所向見習となり、2人扶持を受けた。安永3年（1774年）御米蔵見習となり、安永4年（1775年）御役所向見習に戻った。
安永9年（1780年）御役所向見習、天明元年（1781年）再分所役並役、天明2年（1782年）銀山方定役頭取、天明4年（1784年）銀山方定役・鏈粉成所定役、天明5年（1785年）地方掛、天明7年（1787年）山方役。同年精錬に不手際があったとして押込30日を科された。
天明8年（1788年）6月前年分地方・銀山御勘定等御用のため江戸に赴任し、寛政元年（1789年）8月帰郷した。寛政2年（1790年）山方役、寛政5年（1793年）地方掛、寛政11年（1799年）地方掛頭取助。享和2年（1802年）子安五郎に元之進の名を譲り、五郎左衛門と改称した。文化元年（1804年）地方掛頭取。
文化6年（1809年）銀山方定役。文化9年（1812年）3月6日56歳で病没した。諡号は古道先生、法名は光徳院満誉定真惇斎居士。

## 遺稿
- 「賦山河連歌」（寛政4年（1792年））[6]
- 「歌稿 祖母追禅」[6]
- 「歌稿 秋」[6]
- 「俳句」[6]
- 「見くるしき事」[6]

## 親族
- 父：田中美真（享保11年（1726年） - 天明4年（1784年）12月11日）[4]
- 母：いち（石井英純娘[7]、享保16年（1731年） - 寛政6年（1794年）11月3日[4]）
- 妻（辻六兵衛重意娘[7]、宝暦9年（1759年） - 天保8年（1837年）11月[4]）
- 子：田中葵園（天明2年（1782年）6月8日 - 弘化2年（1845年）5月3日）[4]
- 子：田中疇之助（天明6年（1786年） - 享和3年（1803年）6月22日）[4]